# Heerlijkheid Over-Slingelandt
De heerlijkheid Over-Slingelandt is een Nederlandse heerlijkheid die ontstond als afsplitsing van de heerlijkheid Slingelandt.

## Geschiedenis
Slingelandt was een heerlijkheid die later gesplitst werd in de twee afzonderlijke heerlijkheden Neder-Slingelandt en Over-Slingelandt. Sinds 1705 was de heerlijkheid Slingelandt door aankoop eigendom geworden van Barthout des H.R. Rijksbaron van Slingelandt (1654-1711), heer van Slingelandt en heer in Dubbeldam, onder andere Dordts regent en burgemeester. Het bleef in het geslacht Van Slingelandt tot 1868 toen mr. Hendrik baron van Slingelandt (1788-1868), heer van Slingelandt en Goidschalxoord, overleed. Een dochter van die laatste, Catharina Daniëla barones van Slingelandt (1819-1858), trouwde in 1843 met minister jhr. mr. Jacob George Hieronymus van Tets (1812-1885), waarna de heerlijkheid Neder-Slingelandt overging op de familie Van Tets in welke familie het tot nu toe is gebleven.

## Heren van Over-Slingelandt
Over-Slingelandt kwam in het bezit van mr. Jacob van Dam (1791-1872), heer van Noordeloos en Over-Slingelandt, lid van de raad van Rotterdam, van Provinciale en Gedeputeerde Staten van (Zuid-)Holland en van de Dubbele Kamer. Daarna bleef het lang in het geslacht Van Dam.
Dirk Willem van Dam (1748-1795), schepen van Schieland
- Wilhelmus van Dam (1779-1858), heer van Brakel, enz., schout, secretaris en burgemeester van Brakel
  - Dirk Willem van Dam (1804-1850), burgemeester en secretaris van Poederoyen
    - Thierry Guillaume Henri Mari Alex van Dam (1847-1904), heer van Noordeloos en Over-Slingelandt
      - Nicolaas Theodoor Jacobus van Dam (1872-?), heer van Noordeloos en Over-Slingelandt
- mr. Jacob van Dam (1791-1872), heer van Noordeloos en Over-Slingelandt